# Les Aventures de Kit Carson
Les Aventures de Kit Carson (The Adventures of Kit Carson) est une série télévisée américaine en 104 épisodes de 25 minutes, créée par Richard Irving et Norman Lloyd et diffusée entre le 11 août 1951 et le 22 novembre 1955 en syndication.
Au Luxembourg, la série a été diffusée à partir de l'été 1955, puis en France à partir du 16 mars 1960 sur RTF Télévision. Au Québec, elle a été diffusée à partir du 27 juillet 1961 sur la station CKRS-TV à Chicoutimi avant d'être diffusée à Montréal à partir du 18 septembre 1962 à Télé-Métropole.

## Synopsis
Cette série met en scène les aventures du célèbre ranger Kit Carson, dans le Far West de la fin du XIXe siècle.

## Distribution

### Acteurs principaux
- Bill Williams : Kit Carson
- Don Diamond : El Toro

### Invités
- Hank Peterson : Sierra Jack (4 épisodes, 1951-1954)
- Mort Mills (1953)

## Épisodes

### Saison 1 (1951-1952)
1. L'Éperon brisé
2. L'Héritier Du Ranch
3. Il était temps
4. Les Vrais Coupables
5. Ne tuez pas cet homme
6. Les Renégats